# Sequoia (släkte)
Sequoia är ett släkte av cypressväxter. Sequoia ingår i familjen cypressväxter.
Släktet innehåller bara arten Sequoia sempervirens.
Dessa träd är de största i världen, och många bland de äldsta nu levande individuella organismerna. Normal höjd är omkring 75 meter, och dessa exemplar är strax över 3 000 år gamla.
Namnet är uppkallat efter cherokesen Sequoyah (ca 1765-1843). En ungersk botanist uppkallade det jättelika trädet efter honom.

## Bilder

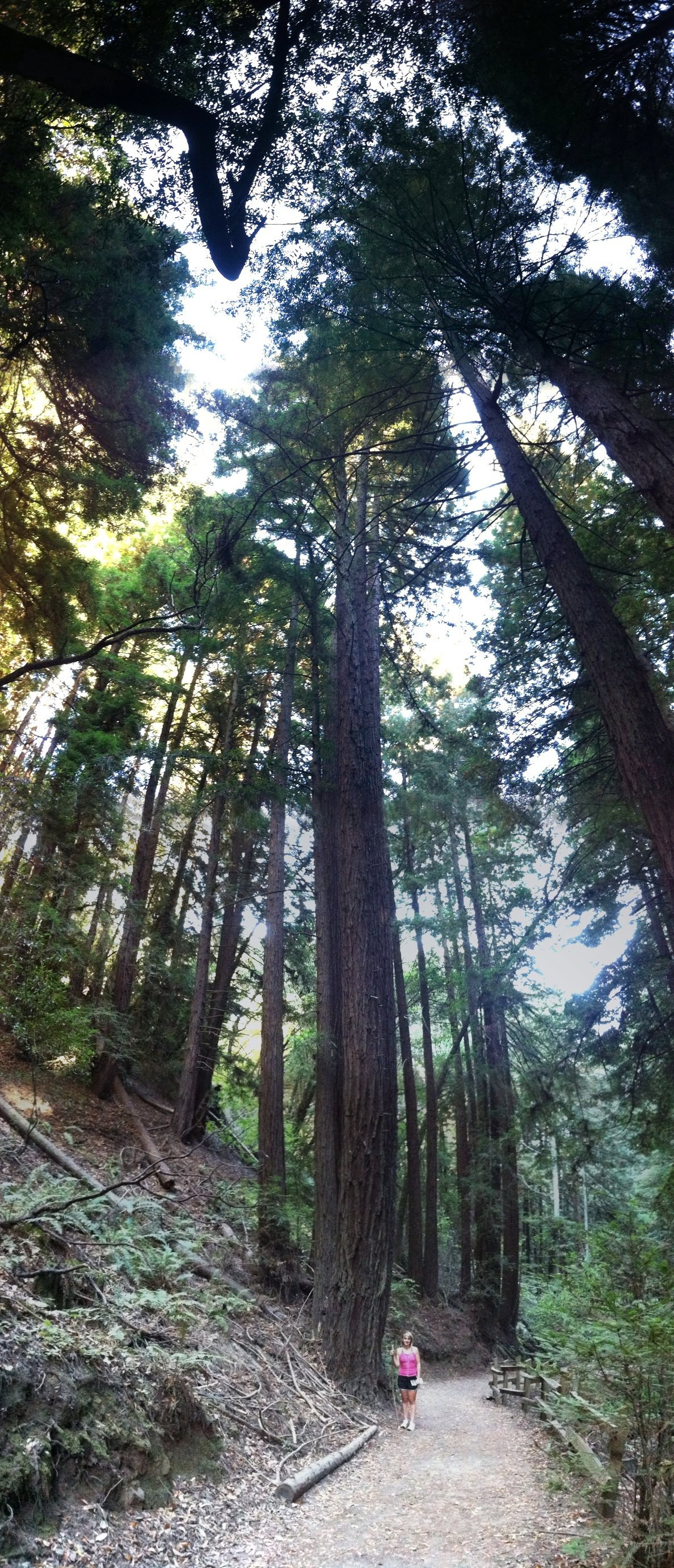
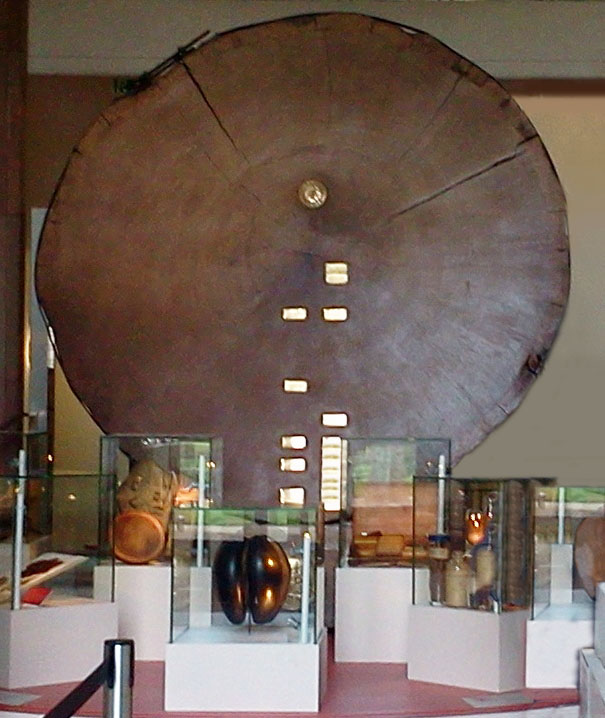
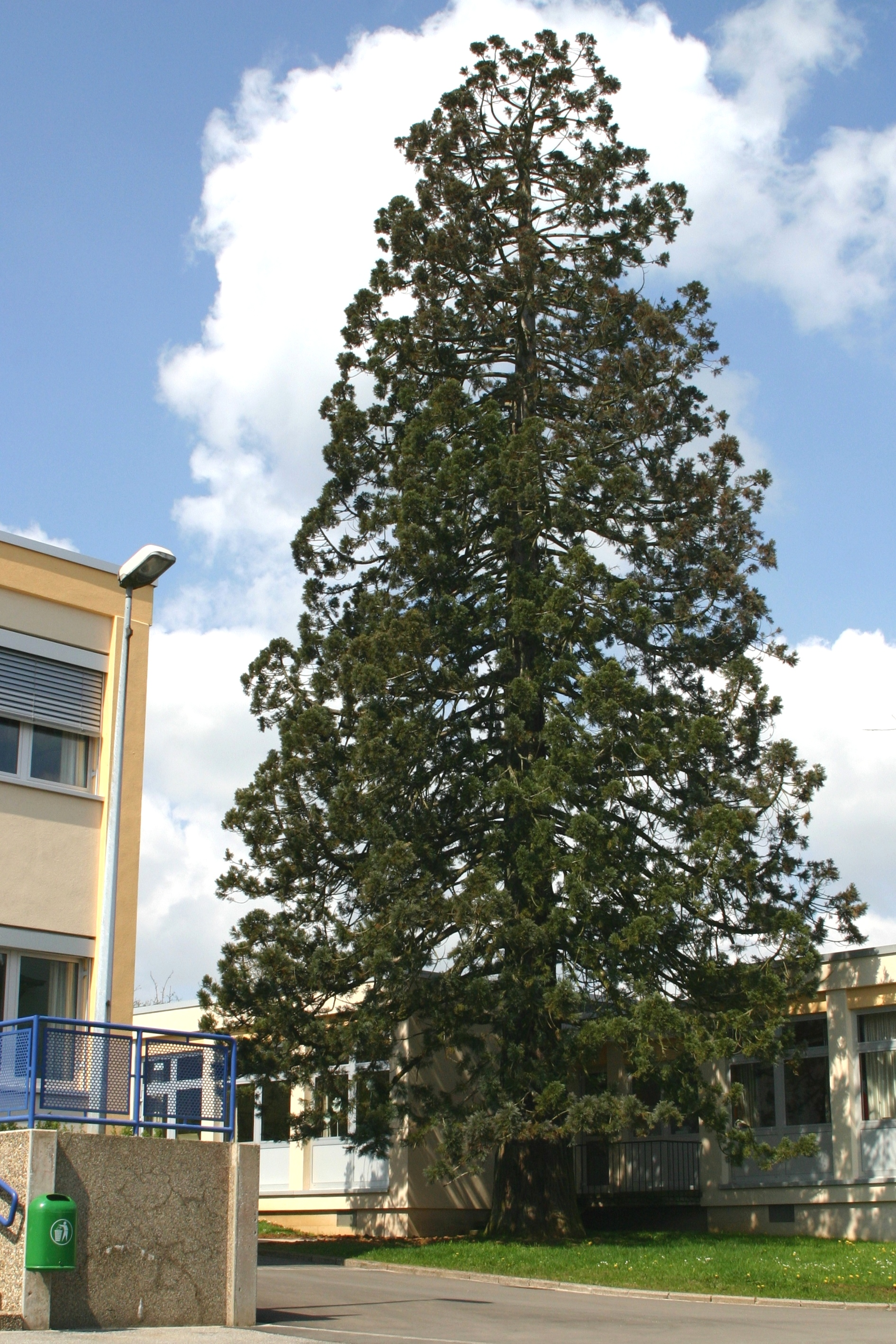
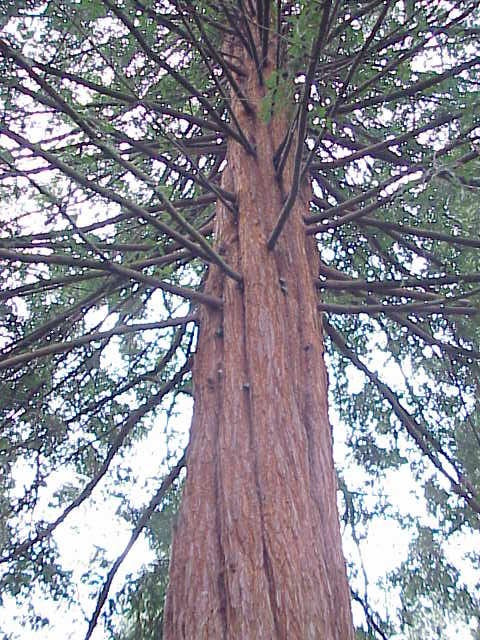
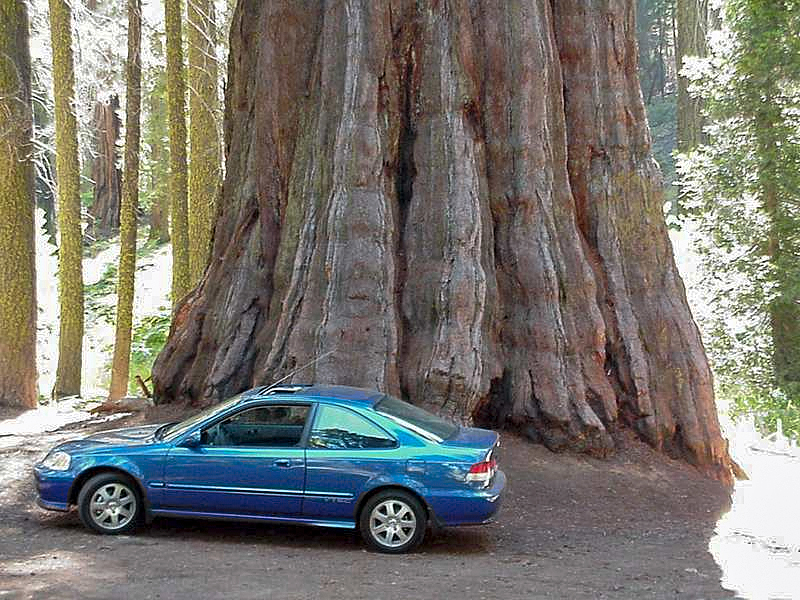